# Las Natoliński
Las Natoliński este o arie protejată (sit de importanță comunitară — SCI) din Polonia întinsă pe o suprafață de 104,07 ha, integral pe uscat.

## Localizare
Centrul sitului Las Natoliński este situat la coordonatele 52°08′32″N 21°04′46″E / 52.1421°N 21.0794°E.

## Înființare
Situl Las Natoliński a fost declarat sit de importanță comunitară în octombrie 2009 pentru a proteja 1 specie de animale.

## Biodiversitate
Situată în ecoregiunea continentală, aria protejată conține 2 habitate naturale: Păduri de stejar și carpen Galio-Carpinetum, Păduri aluvionare cu Alnus glutinosa și Fraxinus excelsior (Alno-Padion, Alnion incanae, Salicion albae).
La baza desemnării sitului se află o specie protejată de  nevertebrate: Osmoderma eremita.